# Vándor Sándor

Vándor Sándor emléktáblája szülőháza falán (Miskolc, Városház tér 22.)

Vándor Sándor, Venetianer (Miskolc, 1901. július 28. – Sopronbánfalva, 1945. január 14.) magyar karmester, zeneszerző, eszperantista.

## Életpályája

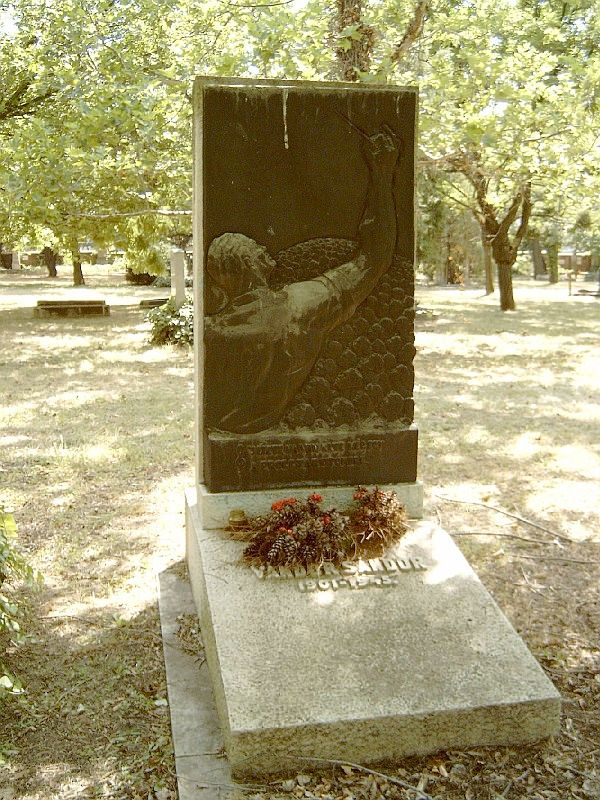
Vándor Sándor sírja

Venetianer Jakab  liptószentmiklósi születésű orvos és Polacsek Róza fia. Két testvére volt: Erzsébet (1898) és Margit (1904). Szülei a holokauszt áldozatai lettek. 1919-ben – a Tanácsköztársaság idején – forradalmi diáktanácsot szervezett, amiért később az ország összes középiskolájából kizárták. 1921-ben Berlinben, 1921 és 1924 között Lipcsében tanult. Ezt követően közel nyolc évig Olaszországban dolgozott, operai korrepetitor volt. 1932-ben tért vissza Magyarországra, Sopronban lett a színház karmestere, de Budapesten és Miskolcon is dolgozott. 1936-ban vette át a Szalmás-kórus tagjainak egy részéből alakult énekkar vezetését, amely később Budapesti Vándor Kórus néven lett országosan ismert (de más munkáskórusokat is irányított).
A kórusmozgalom területén elkötelezett módon népszerűsítette Bartók Béla, Kodály Zoltán és más kortárs zeneszerzők műveit, de maga is írt kórusműveket, több József Attila-költeményt is megzenésített. József Attilával közvetlen munkakapcsolatban állt, és többször is megbeszélte vele a verseire írt kórusműveket, gyakran így alakult ki a művek végleges formája.
Vándor Sándor a nyilasterror áldozata lett. 1944 novemberében Sopronbánfalvára hurcolták, ahol a kínzásokba belehalt.

## Emlékezete
Sírja Budapesten, a Kerepesi temetőben van, síremléke Farkas Aladár szobrászművész alkotása. Miskolcon a rendszerváltásig a mai Király utca viselte a nevét. Sopronban és Budapesten a XVIII. kerületben neveztek el utcát róla, Tiszaújvárosban pedig zeneiskola viseli a nevét.

## Főbb művei
- Zenekari művek (Magyar szerenád, 1935 stb.)
- Kamarazene (vonósnégyesek, kamaraszonáták stb.)
- Zongoraművek (A gép, 1932)
- Opera (Doktor Kiss Álmos, 1942)
- Kantáták (Detestatio belli, 1939; Külvárosi éj, 1939; A város peremén, 1941)
- Kórusművek (Ady Endre: Felszállott a páva, 1932; József Attila: Tiszta szívvel, 1937; Fiatal asszonyok éneke, 1937; Medvetánc, 1938; Mondd, mit érlel…, 1938; Munkások, 1939; Vigasz, 1939; Fiatal életek indulója, 1939; Dúdoló, 1940; Petőfi Sándor: Feltámadott a tenger, 1941 stb.)
- Dalok (népdalfeldolgozások)